# ألكسندر ميلن كالدر
ألكسندر ميلن كالدر (بالإنجليزية: Alexander Milne Calder) هو نحات أمريكي، ولد في 23 أغسطس 1846 في أبردين في المملكة المتحدة، وتوفي في 4 يونيو 1923 في بنسيلفانيا في الولايات المتحدة.